# Станоје Макрагић
Станоје Макрагић (Чучале, код Блаца, 5. фебруар 1946) српски је песник, приповедач и писац за децу.
Основну школу завршио је у Пребрези, а гимназију у Блацу. Студирао је на Групи за светску књижевност Филолошког факултета у Београду. 
Био је уредник за поезију студентског часописа „Видици“. Једно време живео је у Лугану и Лондону. Живи у Београду и родном месту.

## Дела

### Збирке песама
- Певачи доњих светова, Нолит, Београд, 1973;
- Земаљски врт, Нолит, Београд, 1976;
- Време нашег земног живота, Нолит, Београд, 1982;
- Божанствени квартет, Ново дело, Београд, 1987;
- Посланице пријатељима, 1987;
- Песме о жени, 1988;
- Итака, 1988;
- Дрво живота, Просвета, Београд, 1991;

### Приповетке
- Петпарачке приче, 1999;

### Књиге приповедака за децу
- Књига смеха и незаборава, 1992;
- Књига смеха и незаборава 2, 1996;
- Колико и толико, 2003;
- Књига смеха и незаборава (роман у 48 слика), 2003;
- Седам слонова: приче за децу, 2003.

### Награде
- Бранкова награда за књигу "Певачи доњих светова", 1973.
- Нолитова, 1973.
- Невен, 1992.
- Награда Драинац за књигу "Дрво живота", 1992.